# Nokia 2690
Nokia 2690 este un telefon mobil de buget realizat de Nokia care are radio Stereo FM, Bluetooth 2.0, slot pentru card de memorie microSD și cameră VGA. Este disponibil în cinci culori: alb, grafit, argintiu, roz și albastru.
Partea din față și părțile din spate sunt acoperite de un plastic lucios și tastatura este realizat dintr-un plastic lucios.
Sub ecran există patru tastele utilizate pentru gestionarea meniului telefonului: tasta de apelare și respingere apel și două taste contextuale. Tasta de navigare din mijloc este înconjurat de o bandă metalică subțire.
În partea stângă a telefonului este un port microUSB și un slot microSD pentru carduri de memorie. Pe partea de sus a telefonului este poziționat mufa audio de 3.5 mm și mufa de încărcare. Nokia 2690 are dimensiunea de 107.5 x 45.5 x 13.8 mm și cântărește 80.7 g (cu baterie).
2690 are un ecran TFT de 1.8 inchi. Care suportă până la 262K de culori și are rezoluția de 128 x 160 pixeli.
Clientul de e-mail este Ovi Mail cu scopul ajutării oamenilor din țările care sunt în curs de dezvoltare. Clientul de e-mail nativ suportă protocoalele POP3, SMTP și IMAP4.
Browserul web suportă WAP 2.0, HTML și xHTML.
Are o memorie internă de 32 MB din care 25 MB sunt utilizabili. Acesta este expandabilă până la 8 GB prin intermediul unui card microSD.
Sistemul de operare Series 40 5th Edition UI permite streaming video, redarea imagini, grafice mobile 3D și grafică vectorială scalabilă 2D.
Are câteva jocuri Java preinstalate - Block'd, Club Painball, Miki's World, Sudoku și Snake III. 
Bateria BL-4C de 860 mAh Li-Ion are o durată de viață declarat oficial de 336 de ore în stand-by și de aproximativ patru 4 și 30 de minute în modul convorbire.